# Notidobiella parallelipipeda
Notidobiella parallelipipeda är en nattsländeart som beskrevs av Schmid 1955. Notidobiella parallelipipeda ingår i släktet Notidobiella och familjen krumrörsnattsländor. Inga underarter finns listade i Catalogue of Life.